# Stawiacze min typu Vidar
Stawiacze min typu Vidar - okręty produkcji norweskiej. Typ składa się z dwóch jednostek, które służyły w norweskiej marynarce wojennej. Po wycofaniu ich z linii zostały przejęte przez Łotwę i Litwę.

## Okręty
- KNM Vidar (N52), sprzedany na Litwę w 2006 roku. Obecnie pod nazwą Jotvingis (N42).
- KNM Vale (N53), przekazany Łotwie w 2003 roku. Obecnie pod nazwą Virsaitis (A53).